# Junior Eurovisiesongfestival 2021
Het Junior Eurovisiesongfestival 2021 was de negentiende editie van het jaarlijkse Junior Eurovisiesongfestival. Het werd georganiseerd door France Télévisions en de EBU. Het festival werd gehouden in Frankrijk, dat in 2020 voor het eerst wist te winnen. Het was de eerste keer dat Frankrijk het festival organiseerde. Armenië won het festival.

## Gastland

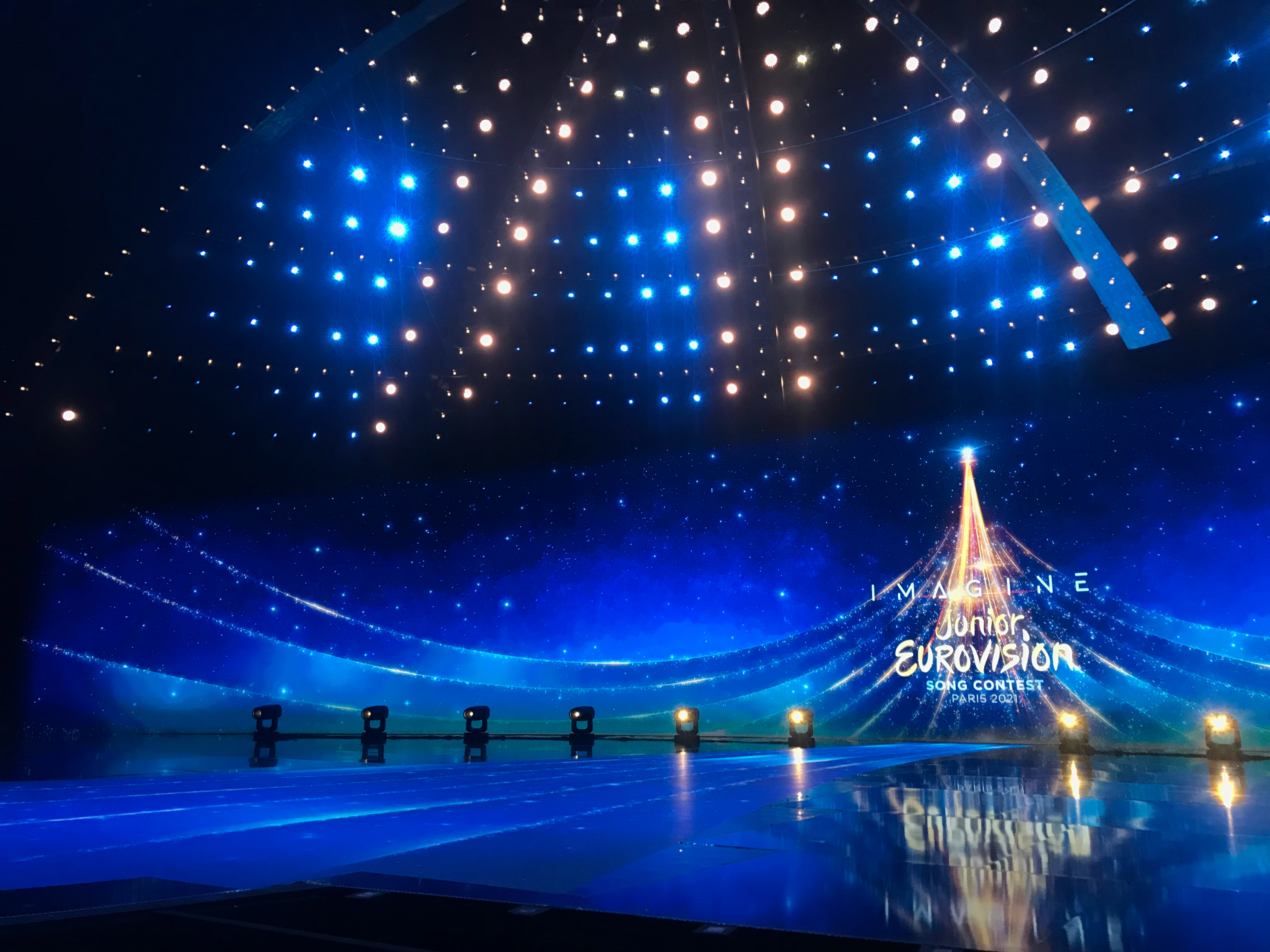
Het podium van het Junior Eurovisiesongfestival 2021

Na de overwinning van Frankrijk op het Junior Eurovisiesongfestival 2020 gaf het hoofd van de Franse delegatie, Alexandra Redde-Amiel, aan dat France Télévisions graag de editie van 2021 wilde organiseren. Op 9 december 2020 maakte de EBU bekend dat Frankrijk het festival mocht gaan organiseren.

## Locatie
Op 20 mei 2021 maakte de Franse omroep in een persconferentie de gaststad en slogan bekend.
Het festival werd gehouden worden in de Franse hoofdstad Parijs in La Seine Musicale, een poptempel die zijn deuren opende in 2017. Hoewel La Seine Musicale in Boulogne-Billancourt ligt, werd de naam van de buurstad Parijs gebruikt.

## Invloed van de COVID-19-pandemie
De EBU werkte vanwege de coronapandemie aan drie scenario's:
1. Het evenement wordt gehouden zonder beperkingen. Dit is hoe het evenement werd gehouden voordat de pandemie uitbrak.
2. Het evenement wordt gehouden met maatregelen voor sociale onthouding. Dit is gelijk aan het scenario dat werd gebruikt bij het Eurovisiesongfestival 2021.
3. Hetzelfde als scenario 2 met daarbij de mogelijkheid voor deelnemende landen om vanuit eigen land op te treden als het niet mogelijk is om af te reizen naar Parijs. Bij het Eurovisiesongfestival 2021 maakte Australië gebruik van deze mogelijkheid.

Uiteindelijk kon de show doorgaan zonder noemenswaardige beperkingen. De openingsceremonie werd evenwel zonder de aanwezigheid van delegaties van de deelnemende landen gehouden, en de juryshow werd zonder publiek gehouden.

## Format

### Visueel ontwerp
De slogan van dit jaar, Imagine, werd tegelijk met de gaststad bekend gemaakt. Het was een verwijzing naar het winnende lied van het jaar voordien, J'imagine, en was meteen een aanmoediging voor kinderen om hun dromen na te jagen.
Het logo werd op 24 augustus onthuld. Het was geïnspireerd op drie thema's: verbeelding, Kerstmis en Parijs.

### Presentatoren
De presentatoren waren Élodie Gossuin, Olivier Minne en Carla Lazzari. Carla deed voor Frankrijk mee aan het Junior Eurovisiesongfestival 2019.

### Opening- en intervalacts
De openingsact werd verzorgd door het Franse dj-duo Ofenbach.
Er waren drie intervalacts:
- Valentina, de winnares van het jaar voordien, zong een speciale kerstversie van haar winnende lied J'imagine.
- Barbara Pravi, nummer twee van het Eurovisiesongfestival 2021 en schrijfster van J'imagine, bracht haar lied Voilà.
- Alle deelnemers van dit jaar brachten ten slotte het gezamenlijk nummer Imagine ten gehore.

## Uitslag
| Plaats | Land            | Taal                       | Artiest                           | Lied                   | Jury | Publiek | Totaal |
| ------ | --------------- | -------------------------- | --------------------------------- | ---------------------- | ---- | ------- | ------ |
| 1      | Armenië         | Armeens en Engels          | Maléna                            | Qami qami              | 115  | 109     | 224    |
| 2      | Polen           | Pools en Engels            | Sara James                        | Somebody               | 116  | 102     | 218    |
| 3      | Frankrijk       | Frans                      | Enzo                              | Tic tac                | 120  | 67      | 187    |
| 4      | Georgië         | Georgisch, Engels en Frans | Nikoloz Kajaia                    | Let's count the smiles | 104  | 59      | 163    |
| 5      | Azerbeidzjan    | Azerbeidzjaans en Engels   | Sona Əzizova                      | One of those days      | 109  | 42      | 151    |
| 6      | Oekraïne        | Oekraïens                  | Olena Oesenko                     | Vazjil                 | 62   | 63      | 125    |
| 7      | Rusland         | Russisch en Engels         | Tanja Mezjentseva                 | Mon ami                | 74   | 50      | 124    |
| 8      | Kazachstan      | Kazachs en Frans           | Älinūr Hamzin & Beknūr Jänıbekūly | Ertegi älemi           | 64   | 57      | 121    |
| 9      | Noord-Macedonië | Macedonisch en Engels      | Dajte Muzika                      | Green forces           | 55   | 59      | 114    |
| 10     | Italië          | Italiaans en Engels        | Elisabetta Lizza                  | Specchio               | 60   | 47      | 107    |
| 11     | Portugal        | Portugees                  | Simão Oliveira                    | O rapaz                | 9    | 92      | 101    |
| 12     | Malta           | Engels                     | Ike & Kaya                        | My home                | 47   | 50      | 97     |
| 13     | Servië          | Servisch                   | Jovana & Dunja                    | Oči deteta             | 24   | 62      | 86     |
| 14     | Albanië         | Albanees en Engels         | Anna Gjebrea                      | Stand by you           | 45   | 39      | 84     |
| 15     | Spanje          | Spaans                     | Levi Díaz                         | Reír                   | 30   | 47      | 77     |
| 16     | Bulgarije       | Bulgaars en Engels         | Deni & Marti                      | Voice of love          | 39   | 38      | 77     |
| 17     | Duitsland       | Duits en Engels            | Pauline                           | Imagine us             | 15   | 46      | 61     |
| 18     | Ierland         | Iers                       | Maiú Levi Lawlor                  | Saor                   | 5    | 39      | 44     |
| 19     | Nederland       | Nederlands en Engels       | Ayana                             | Mata sugu aō ne        | 9    | 34      | 43     |

## Wijzigingen

Deelnemende landen
Landen die in het verleden deelnamen, maar in 2021 afwezig waren

### Terugkerende landen
- Albanië – In 2020 trok Albanië zich terug vanwege de coronapandemie.[6]
- Armenië – In 2020 trok Armenië zich op het laatste moment terug vanwege de politieke situatie in het land.[7]
- Azerbeidzjan – Na drie jaar afwezigheid keerde Azerbeidzjan terug.[8]
- Bulgarije – Na vijf jaar keerde Bulgarije terug.[7]
- Ierland – In 2020 trok Ierland zich terug vanwege de coronapandemie.[9]
- Italië – In 2020 trok Italië zich terug vanwege de coronapandemie.[10]
- Noord-Macedonië – In 2020 trok Noord-Macedonië zich terug vanwege de coronapandemie.[11]
- Portugal – In 2020 trok Portugal zich terug vanwege de coronapandemie.[9]

### Geschorst land
- Wit-Rusland – Op 28 mei werd het EBU-lidmaatschap van de Wit-Russische staatsomroep BTRC opgeschort vanwege het niet-naleven van de EBU-vereisten rond de persvrijheid.[12] Op 30 juni maakte de Wit-Russische staatsradio bekend dat het land uit het EBU was gezet.[13] Dat betekende dat Wit-Rusland niet meer mocht deelnemen aan Eurovisie-evenementen, waaronder het Junior Eurovisiesongfestival. Het land mocht deze evenementen ook niet meer uitzenden. Doordat ze zich (verplicht) terugtrokken, is Nederland het enige overgebleven land dat aan alle edities heeft meegedaan.

## Terugkerende artiesten
| Land    | Artiest           | Plaats | Eerdere deelname namens              | Jaar | Plaats toen |
| ------- | ----------------- | ------ | ------------------------------------ | ---- | ----------- |
| Rusland | Tanja Mezjentseva | 7      | Rusland (samen met Denberel Oorzjak) | 2019 | 13          |